# L. Sprague de Camp
Lyon Sprague de Camp (Nueva York, 27 de noviembre de 1907-Plano, Texas, 6 de noviembre de 2000) fue un escritor estadounidense de ciencia ficción, terror y fantasía. Es conocido sobre todo por sus historias sobre el personaje de Conan el Bárbaro.

## Biografía

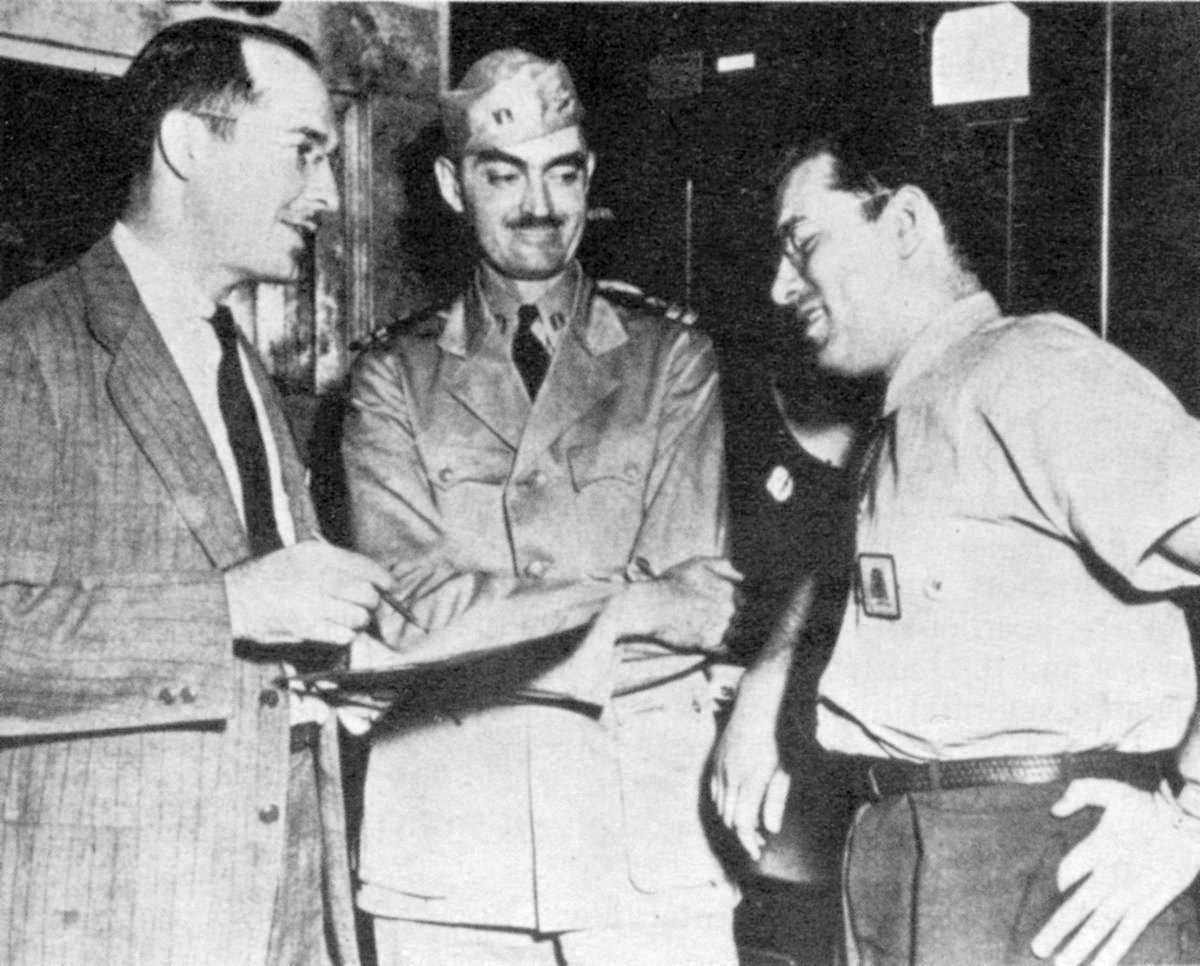
Robert A. Heinlein, L. Sprague de Camp e Isaac Asimov, en el Astillero Naval de Filadelfia de la Armada de los Estados Unidos, 1944.

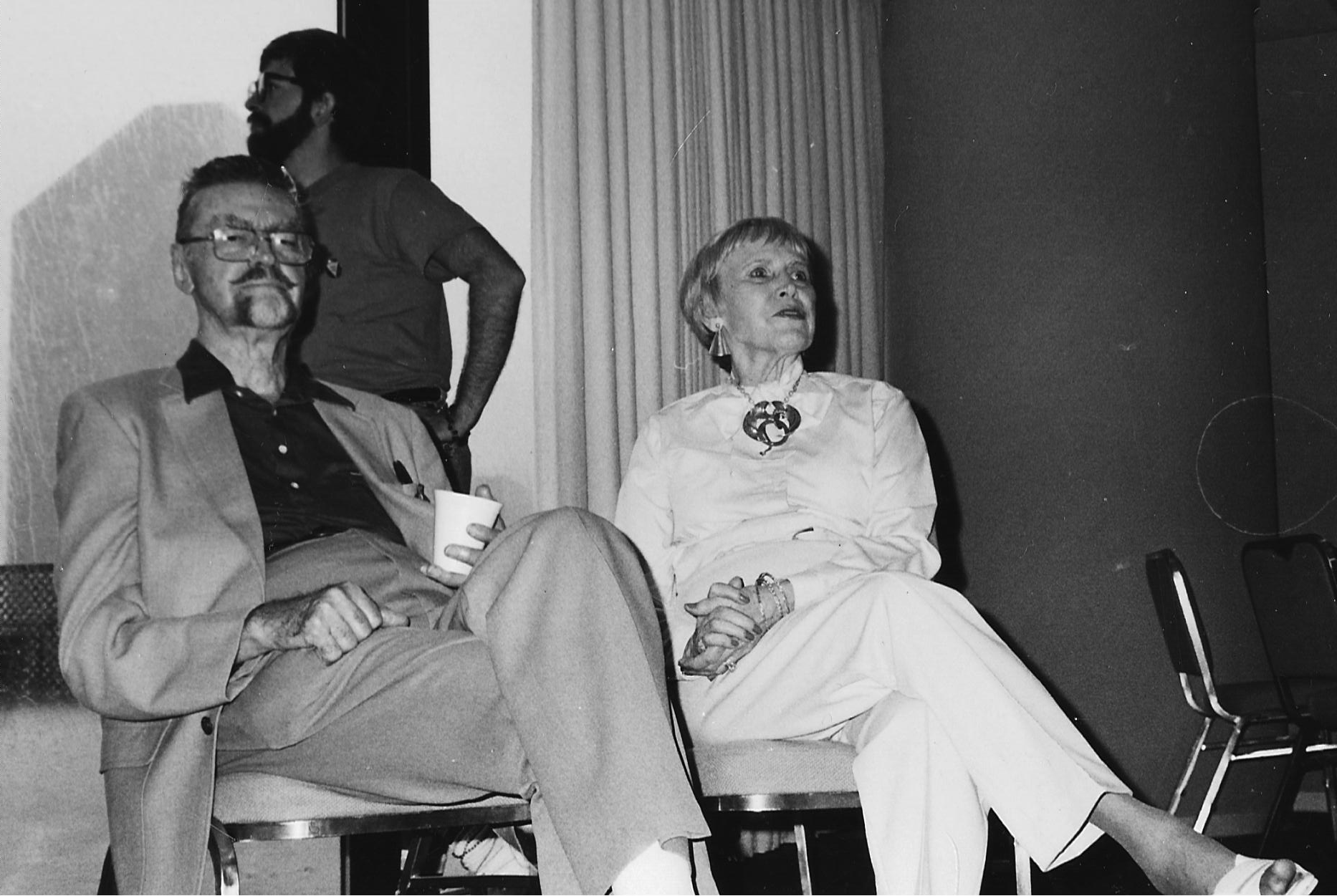
L. Sprague de Camp y Catherine Crook de Camp.

Formado como ingeniero aeronáutico, De Camp se graduó como Bachelor of Science en Ingeniería aeronáutica en el Instituto de Tecnología de California en 1930 y obtuvo un título de Máster de ciencias en Ingeniería del Instituto de Tecnología Stevens en 1933.
Se casó con Catherine Crook en 1940, con quien colaboró en numerosas obras de ficción y no ficción, comenzando en los años 1960.
Durante la Segunda Guerra Mundial, de Camp trabajó en el centro naval de Filadelfia con autores como Isaac Asimov y Robert A. Heinlein. Alcanzó el grado de Teniente comandante en la reserva naval.
Era miembro de un club literario exclusivamente masculino, el Trap Door Spiders, que sirvió de base para el grupo de ficción de Isaac Asimov que resolvía misterios: los Black Widowers. El propio De Camp fue el modelo para el personaje de Geoffrey Avalon.
Fue también miembro del Swordsmen and Sorcerers' Guild of America (SAGA), un grupo de autores de fantasía heroica fundada en los años 1960, algunos de cuyos trabajos se reunieron en la antología de Lin Carter titulada Flashing Swords!.
Los de Camp se trasladaron a Plano, Texas en 1999, donde De Camp murió siete meses después de la muerte de la que había sido su esposa durante 60 años, Catherine Crook de Camp. Murió en el que habría sido el cumpleaños de ella, a sólo tres semanas de su propio 93.º cumpleaños. Fue incinerado y sus cenizas reunidas en una urna junto a las de su esposa en el Cementerio de Arlington.
La biblioteca personal de De Camp, de unos 1.200 libros, fue adquirida mediante subasta por Half Price Books en 2005. La colección incluía libros de escritores como Isaac Asimov y Carl Sagan, así como del propio de Camp.

## Obras
Entre las obras publicadas en España, están:
- De la Atlántida a El Dorado (1960), Caralt Editores, S.A. (1.ª ed. reed. por Plaza & Janés Editores, S.A. en 1967)
- Conan de las islas (1973), Bruguera, S.A.
- Conan el bucanero (1973), Bruguera, S.A.
- El tiempo no es tan simple (1976), Producciones Ed. Juan José Fernández Ribera
- Lovecraft: biografía (1978), Ediciones Alfaguara (1.ª ed., reed. por Valdemar en 1992 y 2002).
- Conan el Cimmerio (1983), con R. E. Howard, Ediciones Forum, S.A.
- Conan el pirata (1983), con R. E. Howard y L. Carter, Ediciones Forum, S.A.
- Conan el vagabundo (1983), con R. E. Howard y L. Carter, Ediciones Forum, S.A.
- Conan, origen de una leyenda (1983), con R. E. Howard y L. Carter, Ediciones Forum, S.A.
- Conan de Aquilonia (1984), con R. E. Howard y L. Carter, Ediciones Forum, S.A.
- Conan el aventurero (1984), con R. E. Howard, y L. Carter, Ediciones Forum, S.A.
- Conan el vengador (1984), con R. E. Howard, Ediciones Forum, S.A.
- Conan en las islas (1984), con R. E. Howard y L. Carter, Ediciones Forum, S.A.
- Los relojes de Iraz (1990), Editorial Edaf, S.A.
- La torre encantada (1990), Editorial Edaf, S.A.
- El rey que salvó su cabeza (1991), Editorial Edaf, S.A.
- El aprendiz de mago (1996), con Fletcher Pratt, Anaya.
- El aprendiz se hace mago (1996), con Fletcher Pratt, Anaya.
- Conan y el dios araña (1997), Mr Ediciones
- Que no desciendan las tinieblas (2001), Río Henares Producciones Gráficas S.L.